# 토미카 무비
《토미카 무비》(일본어: 豪華3本立て!トミカ・プラレール映画まつり)는 일본에서 감독된 오카모토 토모로 감독의 2013년 실사 영화이다.

## 줄거리
토미카 월드로 떠나는 환상의 어드벤처!
<어서와요! 토미카 프라레일 마을>
자동차와 기차, 사람들이 즐겁게 어울려 사는 ‘토미카 프라레일 마을’.
오늘은 1년에 단 한번 음악축제가 열리는 날.
리듬 아저씨가 만든 음악축제의 테마송을 완성시키기 위해서는 토미카 프라레일을 아끼고 사랑하는 친구의 힘이 필요하대요. 그래서 ‘토미’와 ‘레일’은 마을을 떠나 토미카 프라레일을 아주 좋아하는 소년 건우를 찾아가서 도움을 청하게 되고, 토미와 레일과 함께 건우는 토미카 프라레일 마을로 대모험을 떠나기로 결심해요. 건우와 친구들은 많은 위기를 이겨내고 무사히 테마송을 완성시킬 수 있을까요?!
<폭주!토미카이저 슈퍼토미카이저VS슈퍼레일카이저>
토미카와 프라레일의 최신기술이 집결된 거대도시인 뉴 토미카 프라레일 도시.
토미카와 프라레일을 모조리 빼앗으려고 음모를 꾸미는 우주 최고 무법자 ‘배드블랙’으로부터 마을의 평화를 지키기 위해, 이 마을의 히어로 ‘슈퍼 레일카이저’와 우리들의 히어로 ‘슈퍼 토미카이저’가 힘을 합치는데, 이들은 ‘배드블랙’으로부터 뉴 토미카 프라레일 도시를 지켜낼 수 있을까요?
<토미카 하이퍼 팀! 불꽃 공동 작전!>
지구 전체의 에너지의 운명을 좌우하는 ‘하이퍼 에너지’를 둘러싸고 지구수비대 ‘하이퍼 레인저’는 ‘닥터 악당’에 맞서 싸워 물리치지만, 기쁨도 잠시 사상 초유의 예측 불가능한 대재해로 다시 한번 혼란에 빠지게 되요. 하이퍼 그린 레인저는 ‘열정대원’, ‘소망대원’, ‘세찬대원’에게 도움을 요청하고 최강히어로 드림팀이 함께 모여 공동작전을 시작하는데…